# Pierre Paul Alexandre Gilbert de Voisins
Pour les articles homonymes, voir Gilbert et Voisins.
Pour les autres membres de la famille, voir Famille Gilbert de Voisins.
Ne pas confondre avec Pierre Gilbert de Voisins
Pierre-Paul-Alexandre Gilbert de Voisins comte de l'Empire (1815) , né le 23 avril 1773 au Château de Grosbois et  mort le 20 avril 1843) à Paris est un magistrat et homme politique français.

## Biographie

### Famille
Membre de la famille Gilbert de Voisins, une famille parisienne de parlementaires anoblie en 1487, il est le fils aîné de Pierre Gilbert de Voisins (1749-1793) dit le marquis de Villennes, président à mortier au parlement de Paris, greffier en chef du Parlement, guillotiné le 17 novembre 1793 et d'Anne Marie du Merle de Beauchamp (1751-1801). 
Il épouse en 1795 Charlotte Digneron de Beauvoir, dont il a deux fils Louis-Pierre comte Gilbert de Voisins et de l'Empire et  et Jean Pierre, officier de Cavalerie, dont postérité.

### Premier Empire
Il émigre à la Révolution française et voit séquestrer sa fortune de plus de dix millions. Il sert dans l'armée de Condé comme aide de camp du duc d'Uzès.

Lorsqu'il veut rentrer en France, en 1801, l'ex-évêque d'Arras, de Conzié, qui préside le conseil du comte d'Artois, lui dit : 

« Ce n'est pas d'un émigré apostat qu'on fera un président à mortier. »

Il rentre quand même, est nommé (1806) juge suppléant au tribunal de la Seine, juge à la cour d'appel (1807), président de chambre (1810), maitre des requêtes au conseil d'État et chevalier de la Légion d'honneur (1813).
Chef d'escadron d'état-major de la garde nationale de Paris, il se bat à la barrière du Trône (bataille de Paris, 1814) et se rallie immédiatement aux Bourbons.

### 1814-1815
Grâce à l'influence de Beugnot qui a été, sous la Révolution, emprisonné avec son père, il est envoyé, par le gouvernement de la Restauration, comme commissaire dans la 12e division militaire (Deux-Sèvres et Vendée), « où il se fait remarquer par sa bienveillance ».
Au retour de l'île d'Elbe, Napoléon le nomme (1815) premier président à la « cour de Paris », conseiller d'État (il signe la fameuse déclaration du 27 mars), commandeur de la Légion d'honneur, pair des Cent-Jours (2 juin) et comte de l'Empire (4 juin 1815[réf. à confirmer]).

### Restauration et Monarchie de Juillet
Son allégeance à l'Empire lui vaut une disgrâce sous la seconde Restauration. Il fait alors de l'opposition constitutionnelle, et, aux élections (partielles) du 9 mai 1822, candidat libéral dans le 1er arrondissement électoral des Deux-Sèvres (Parthenay), est élu député, contre d'Abbadie. Il prend place à gauche, parle sur le budget de 1823, attaque les Jésuites, et collabore au Constitutionnel.
Aux élections du 25 février 1824, ayant cessé d'être éligible au suffrage censitaire, pour avoir employé ce qui lui restait de sa fortune à l'acquittement de services rendus autrefois à son père, il ne se représente pas, et recueille encore 18 voix contre 286 à François-Marie Agier, élu, et 13 à d'Abbadie.
Il s'occupe alors d'études de législation.
Il est en Angleterre au moment des journées de juillet 1830 : il rentre à Paris, se rallie à la monarchie nouvelle, et est nommé, dès le 17 août 1830, conseiller à la Cour de cassation.
Louis-Philippe Ier le fait entrer à la Chambre des pairs, le 9 novembre 1831, et joint à ce titre ceux de colonel de la garde nationale, d'officier de la Légion d'honneur, et de membre du conseil du domaine privé. « Son dévouement à la monarchie de Juillet persista jusqu'à sa mort », survenue le 20 avril 1843. Il fut inhumé au cimetière du Père-Lachaise (18e division : 1re ligne, T, 22).
On a de lui :
- Procédure suivie au parlement de Paris contre l'institut et les constitutions des Jésuites (1823) ;
- Des empiètements du conseil d'État sur les tribunaux (1824), etc.

Les papiers personnels de Pierre Paul Alexandre Gilbert de Voisins sont conservés aux Archives nationales sous la cote 63AP.

## Armoiries
D'azur, à la croix engrêlée d'argent, cantonnée de quatre croissants d'or.